# Костас Кіцікіс
Костас Кіцікіс (грец. Κώστας Κιτσίκης, 1893, Афіни — 1969) — грецький архітектор.

## Біографічні відомості
Костас Кіцікіс народився 1893 року в Афінах. Він був молодшим братом Нікоса Кіцікіса, ректора Афінського технічного університету, а пізніше члена Грецького парламенту, а також дядьком історика та геополітика Дімітріса Кіцікіса. Навчався в Технічному університеті Берліна (розташований в районі Шарлоттенбург), який і закінчив у грудні 1913 року. Вже за місяць його найняла міська рада Берліна, де він працював під керівництвом німецького архітектора Людвіга Гофманна.
1915 року повертається до Греції і бере участь у Першій світовій війні. Однак навіть війна не стала на перешкоді роботі: до її завершення Кіцікіс створив проекти трьох будівель в Афінах: для Г. Міліоні (вулиця Суцтзу), Мерліна (перетин вулиці Гамбетта та Канінгос) та Г. Кукура (район Тісіо), переклав три трактати («План Афін» Людвига Гоффманна (1916), «Основні поняття архітектури» Гоффмана та Моусона (1916) і «До розвитку мегаполіса Афін» (1916). Одразу по демобілізації 1917 року почав працювати тимчасовим архітектором Міністерства зв'язку.
У листопаді 1917 року, всього за кілька місяців після великої пожежі в Салоніках (серпень 1917), тодішній міністр Александрос Папанастасіу призначив Кіцікіса на посаду члена Міжнародної комісії з розробки нового плану розвитку Салонік. Однак міністерство одразу висунуло вимогу: побудувати якомога більше простих будівель, аби якнайшвидше забезпечити житлом усіх потерпілих від пожежі. Саме на Кіцікіса поклали розробку будівельних норм і правил нового Генерального плану розвитку Салонік. Одночасно швидке розростання Афін та його передмість змусило міністерство заопікуватися питаннями, пов'язаними з археологічними пам'ятками, реформою міського плану, утримання доріг, підрядників, приписів поліції на дорогах і використання гідравлічних систем. У червні 1920 року Костас Кіцікіс бере участь у конференції в Лондоні, де доповідає про проект відновлення Салонік та новий проект розвитку Афін.
До 1921 року Костас Кіцікіс запроектував зведення близько 100 будівель в центрі Афін. Саме йому належить авторство проекту багатоквартирного житлового будинку, пристосованого до грецького клімату, із численними балконами, відкритими терасами та лоджіями. Такі будівлі в Афінах «виросли» в три етапи: в період 1921—1932, 1932—1938 і 1938—1950 років. Також ще 1920 року розпочалося довготривале співробітництво К. Кіцікіса із Комерційним банком Греції, який фінансував планування близько 40 будинків, що з'явились на перетині вулиць Еолу та Софокла.
1939 року Костас Кіцікіс пристав на пропозицію стати професором Афінського університету. Незабаром побачила світ його книга «Σπουδαί-Τίτλοι-Δράσις, Επιστημονικαί και επαγγελματικαί μελέται και εργασίαι», присвячена загальним питанням архітектури, архітектурним стилям нової грецької архітектури та міському хаосу Афін.
1948 року взяв участь у створенні Міжнародного союзу архітекторів. 1949 року бере участь у підписанні Статуту Ради Європи. 1950 року став членом Комітету з архітектури, а 1951 року призначений представником Комітету експертів з питань культури Ради Європи. 1954 року став президентом Міжнародного Союзу архітекторів і в того самого року організував Середземноморську конференцію в Афінах, а також доповідав у Раді Європи із пропозицією створення Дельфійського фестивалю під егідою Ради. 1956 року запропонував створення культурного центру в Дельфах для відродження амфіктіонії. У 1962 році організовує в Афінах Першу міжнародну конференцію з розваг.